# Орлеанский трамвай
Орлеанский трамвай — современная транспортная система в г. Орлеан, Франция. Система была открыта 20 ноября 2000 года. По состоянию на 2012 год имеются две линии.
Эксплуатирует трамвай местный оператор общественного транспорта transports de l’agglomération orléanaise (сокращённо — TAO).

## История

### Первая система
Первая трамвайная система начала действовать в Орлеане 6 мая 1877 года в виде конки. 28 июня 1899 года в городе началась эксплуатация электрического трамвая, который проработал до 31 марта 1938 года. После этого на протяжении 62 лет единственным видом общественного транспорта Орлеана оставались автобусы.

### Появление новой трамвайной системы
Во второй половине 1990-х годов в Орлеане был поставлен вопрос о возрождении трамвая. К тому времени во Франции трамвай уже был возрождён в Нанте, Гренобле, Париже, Страсбурге и Руане, и эти новые системы показали себя с хорошей стороны.
Необходимость в улучшении городского транспорта возникла после того, как в шестидесятых годах в десяти километрах к югу от центра города был построен новый район La Source. Таким образом население Орлеана увеличилось на двадцать пять тысяч жителей. К тому же в новом районе располагались университет и больница. В то же время вокзал города находился на севере. Такая ситуация привела к росту транспортного потока, проходящего через центр города. Для создания транспортной связи по оси La Source — центр — вокзал и было решено строить трамвай.
Строительство первой линии трамвая началось 15 июля 1998 года. Для новой системы было заказано 22 трамвая Citadis-301, первый из которых прибыл в город в начале 2000 года. Однако ещё до прибытия первого трамвая горожане могли ознакомиться с будущим транспортом на примере полноразмерного макета, демонстрировавшегося в 1998 году.
Торжественное открытие трамвая состоялось 20 ноября 2000 года в присутствии премьер-министра Франции Лионеля Жоспена. Через три месяца работы трамвай перевёз миллионного пассажира. Трамвай сразу стал важной частью общественного транспорта города: уже в 2001 году первая трамвайная линия стала перевозить почти столько же пассажиров, сколько 23 автобусных маршрута. В абсолютных числах трамвай ежедневно перевозил примерно тридцать пять тысяч пассажиров.

### Вторая линия трамвая
Ещё во время строительства первой трамвайной линии началось проектирование второй (линия B). Однако после смены городской власти после муниципальных выборов в 2001 году проектирование линии было заморожено, в то же время началось рассмотрение более дешёвых альтернатив. В качестве альтернатив рассматривались «трамваи на шинах» системы TVR (как в Нанси и Кане) и Translohr (как в Клермон-Ферране) и направляемые автобусы системы Phileas (следует по магнитным меткам в асфальте) и Civis (следует вдоль специальной разметки на асфальте при помощи бортовых видеокамер). В итоге было решено использовать автобус Phileas или Civis, так как этот вариант был наиболее дешёвым. Тем не менее после очередной смены власти, в марте 2005 года, было принято решение строить вторую линию B в виде «классической» трамвайной линии. Однако длина будущей линии была урезана с 21 до 12,3 км.
Заказ на строительство линии B был передан фирме Alstom в сентябре 2006 года. Эта же фирма должна поставить 21 трамвай Citadis с возможностью дозаказа ещё шести трамваев. Открытие новой линии запланировано на 2012 год. При этом в историческом центре города, в районе знаменитого собора, на линии будет использован нижний токосъём. Такая система уже используется на трамвае Бордо. Преимущество её в том, что провода не портят вид на достопримечательности. Участок без контактной сети будет иметь длину примерно в километр.

## Описание системы
По состоянию на начало 2007 года система орлеанского трамвая состоит из одной линии (линия A) протяжённостью 18 км. На линии имеется 24 остановки. Полотно трамвая в основном обособленное, а на многих участках — собственное.
Остановки (с юга на север):
1. Orléans-La Source-Hôpital de la Source
2. Bolière
3. Chèques Postaux
4. Université-L’Indien
5. Université-Parc Floral
6. Université-Château
7. Lorette
8. Les Aulnaies
9. Victor Hugo
10. Zénith-Parc des Expositions
11. Mouillère
12. Croix Saint-Marceau
13. Tourelle-Dauphine
14. Royale-Châtelet
15. De Gaulle
16. République
17. Gares dOrléans
18. Antigna
19. Coligny
20. Libération
21. Gare des Aubrais
22. Bustière
23. Lamballe
24. Fleury-les-Aubrais Jules Verne

Депо и мастерские трамвая расположены рядом с конечной остановкой Hôpital de la Source.
С конца 2006 года ведётся строительство линии B длиной 12 км, введённой в эксплуатацию 30 июня 2012 года.
На остановках с ограниченной видимостью (там, где подъезжающий трамвай нельзя увидеть издали из-за особенностей застройки) для обеспечения безопасной посадки пассажиров в трамвай применяется необычная система. При приближении трамвая на остановке начинает работать предупреждающий световой сигнал. Чтобы пассажиры могли безопасно перейти дорогу для посадки на трамвай, или после высадки из него, на время остановки трамвая проезжая часть перегораживается автоматическими шлагбаумами.

## Подвижной состав
По состоянию на начало 2007 года в Орлеане используется 22 низкопольных сочленённых двусторонних трамвая Citadis-301, поступивших в город к открытию системы в 2000 году. Ореанские Citadis-301 отличаются от своих собратьев, работающих в других городах, более узким корпусом (2,32 м). Связано это с тем, что в центре города трасса трамвая проходит по нескольким узким улочкам.
Благодаря двигателям общей мощностью в 280 кВт, трамваи могут разгоняться до 80 км/ч.
Каждый трамвай имеет 44 сидячих и 130 стоячих мест. На трамваях можно перевозить велосипеды (не более четырёх велосипедов), но не в часы пик.
Бортовые номера орлеанских трамваев — 39 — 60. Необычное начало нумерации (не с 1, а с 39) объясняется тем, что эти номера продолжают ряд бортовых номеров прежней трамвайной системы города, закрытой в 1938 году. Такая система нумерации подчёркивает историческую преемственность между двумя системами. Кроме номеров, трамваи также имеют собственные названия. Они названы в честь коммун орлеанской агломерации.

## Организация работы
С понедельника по пятницу трамвай ходит примерно с четырёх утра до полпервого ночи с интервалом 5 — 7 минут. В субботу и во время школьных каникул по тем же часам с интервалом в семь минут. В воскресенье трамвай работает примерно с полседьмого утра до двадцати минут после полуночи с интервалом в 25 — 30 минут. Средняя скорость движения составляет 23 км/ч.
Одноразовый билет стоит 1,30 евро, билет на 10 поездок — 11,6 евро, на 30 поездок — 30,6 евро. Существуют также проездные на месяц и год, а также специальные билеты для школьников, студентов и пожилых.
На трамвае и городском автобусе используются одинаковые билеты, так как оба вида транспорта управляются одной и той же организацией.